# Wilhelmine von Wickenburg-Almasy

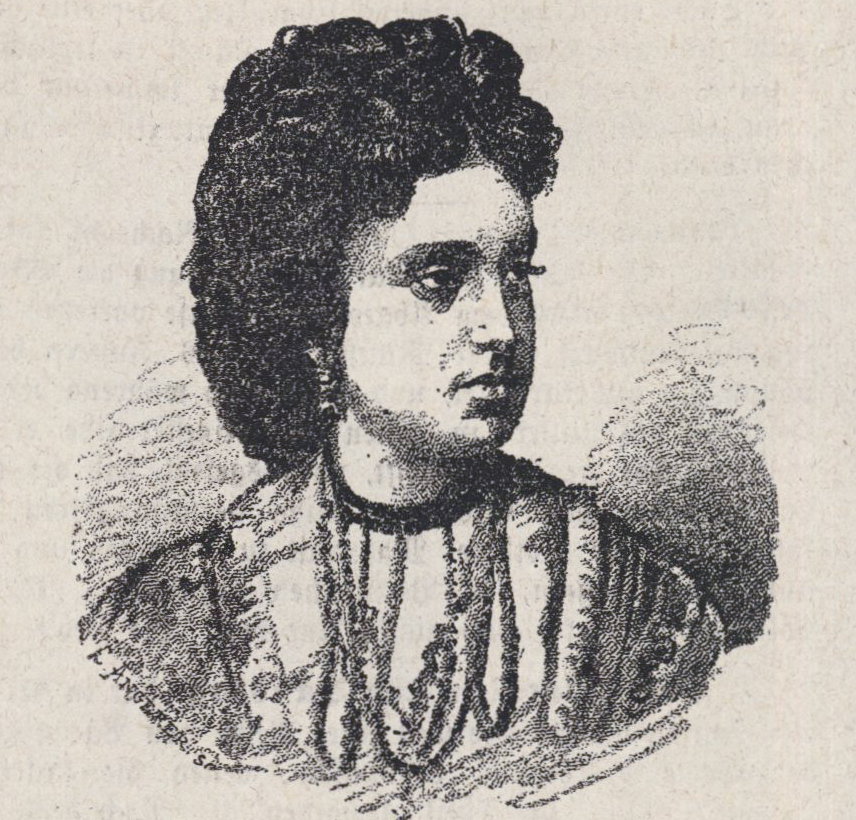
Wickenburg-Almasy, 1872

Wilhelmine Gräfin von Wickenburg-Almasy (* 8. April 1845 in Ofen (Buda); † 22. Januar 1890 in Gries bei Bozen) war eine österreichische Lyrikerin aus der ungarischen Adelsfamilie Almásy.

## Leben
Wickenburg-Almasy wurde als die Tochter des damaligen Präsidenten der ungarischen Hofkammer und Geheimrates Moritz Grafen von Almásy geboren. Als Graf Almásy 1855 an einen höheren Posten nach Wien berufen wurde, beeinflusste reger literarischer und künstlerischer Verkehr im Elternhaus die schon frühzeitig poetische Begabung aufweisende junge Dame zu verschiedenen dichterischen Versuchen an, welche die Aufmerksamkeit der ihr bekannten dramatischen Künstlerin Julie Rettich und des berühmten Poeten Friedrich Halm erweckten, wodurch bewirkt wurde, dass eine vorläufig nur als Handschrift gedruckte Sammlung von Dichtungen von Wickenburg-Almasy erschien.
Albrecht Graf von Wickenburg, selbst Lyriker und Übersetzer, wurde von ihren bald bekannt gewordenen Dichtungen so sehr gefesselt, dass er ihre Bekanntschaft suchte und sie im Jahr 1867 heiratete. Seitdem lebte das gräfliche Dichterpaar in Wien oder auf Reisen. Das Schloss Lehenhof diente als Villa Almasy als Sommersitz des Schriftsteller-Ehepaars Albrecht von Wickenburg und seiner Gattin Wilhelmine. Von inzwischen entstandenen dramatischen Gedichten von Wickenburg-Almasy wurden mehrere in Wien und an anderen Bühnen aufgeführt, beispielsweise das dramatische Gedicht „Ein Abenteuer des Dauphin“ 1882 am Wiener Burgtheater. Bald darauf stellte sich ein körperliches Leiden ein, welches mehrfachen längeren Aufenthalt in Gries bei Bozen zur Folge hatte. Außerdem entwickelte sie auch auf dem Gebiet des Gesangs eine Meisterschaft. Die Ehe des kunstbegabten Paares sollte bald zu einem Ende finden, denn das Leiden der kranken Poetin konnte nicht mehr geheilt werden, sie starb am 22. Januar 1890 in Gries.
Ihr Mann, einem steirischen Adelsgeschlecht entstammend, hatte sich nach vollendetem juridischen Studium dem Staatsdienst gewidmet, diesen aber schon 1863 verlassen und ganz seinen poetischen Bestrebungen gelebt, er lebte nach dem Tod der Gattin zurückgezogen in Bozen.

## Schaffen
Nachdem von Wickenburg-Almásy die ersterwähnte als Handschrift gedruckte Ausgabe der Gedichte herausgegeben worden war, erschien bald darauf die Sammlung vermehrt auch im Buchhandel ab 1882 zu Wien. Außerdem ist von ihren poetischen Werken zu erwähnen: „Neue Gedichte“ (1869); „Erlebtes und Erdachtes. Gedichte“ (1873); „Emanuel d’ Astorga. Erzähl. Gedicht“ (1872); „Der Graf von Remplin. Erzählung in Versen“ (1874); „Marina. Erzähl. Gedicht“ (1875) und die mit ihrem Gatten zusammen verfasste Nachdichtung aus dem Englischen des Michael Drayton: „Nymphidia“. 1890 hat Albrecht von Wickenburg „Letzte Gedichte“ aus dem Nachlass seiner darin verewigten Gattin herausgegeben. Außer dem schon angeführten Lustspiel sei auch das dramatische Gedicht „Radegundis“ (1880) hier verzeichnet. Wickenburg nahm nicht nur unter den österreichischen, sondern auch unter den deutschsprachigen Dichterinnen der Jahrhundertwende einen wichtigen Rang ein.

## Werke
- Gedichte. Gerold, Wien 1866.
- Neue Gedichte. Gerold, Wien 1869. (Digitalisat)
- Emanuel d’ Astorga. Erzählendes Gedicht. Weiß, Heidelberg 1872. (Digitalisat)
- Erlebtes und Erdachtes. Gedichte. Dritte Folge. Weiß, Heidelberg 1873. (Digitalisat)
- Nymphidia. Dem Englischen des Michael Drayton nachgedichtet von Wilhelmine Wickenburg-Almásy und Albrecht Graf Wickenburg ; mit Illustrationen von Eduard Ille. Weiß, Heidelberg 1873.
- Der Graf von Remplin. Eine Erzählung in Versen. Rosner, Wien 1874. (Digitalisat)
- Marina. Ein erzählendes Gedicht. Weiß, Heidelberg 1876.
- Radegundis. Dramatisches Gedicht in einem Aufzuge. Rosner, Wien 1879. (Digitalisat)
- Ein Abenteuer des Dauphin. Lustsspiel in 1 Acte. Rosner, Wien 1881. (Digitalisat)
- Letzte Gedichte. (Posthum.) Gerold, Wien 1890.